# Cremnoconchus
Cremnoconchus  é um gênero de moluscos gastrópodes de água doce, pertencente à família Littorinidae da ordem Littorinimorpha. Foi classificado por W. T. Blanford, em 1869, ao descrever a espécie Cremnobates syhadrensis, atualmente Cremnoconchus syhadrensis, nos Annals and Magazine of Natural History (3)12. Sua distribuição geográfica é endêmica principalmente da região oeste dos Gates Ocidentais, na Índia; ocupando, suas espécies, habitat restrito a zonas de pulverização de cachoeiras no centro e norte da cordilheira, em altitudes entre 300 e 1.400 metros. Cremnoconchus é o único gênero de água doce da família Littorinidae, sendo o restante exclusivamente marinho.

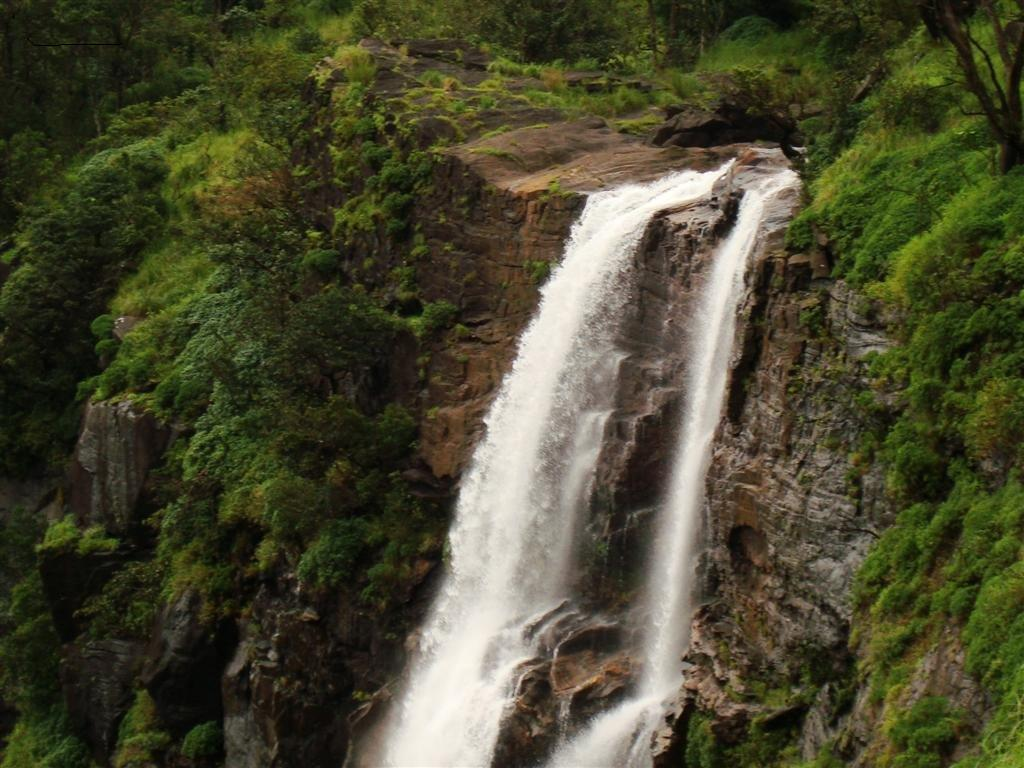
Cachoeiras localizadas na região dos Gates Ocidentais, oeste da Índia, habitat do gênero Cremnoconchus.

## Taxonomia
Quatro espécies e diversas variedades foram descritas no século XIX, mas nenhum estudo taxonômico fora realizado, por mais de 120 anos; sendo o último relato anatômico do século XX realizado em 1935; até que o estudo "A unique radiation of marine littorinid snails in the freshwater streams of the Western Ghats of India: the genus Cremnoconchus W.T. Blanford, 1869 (Gastropoda: Littorinidae)" foi publicado no Zoological Journal of the Linnean Society, em 2013, por Reid et al., determinando seis novas espécies.

## Espécies deCremnoconchus
Cremnoconchus agumbensis Reid, Aravind & Madhyastha, 2013
Cremnoconchus canaliculatus W. T. Blanford, 1870
Cremnoconchus castanea Reid, Aravind & Madhyastha, 2013
Cremnoconchus cingulatus Reid, Aravind & Madhyastha, 2013
Cremnoconchus conicus W. T. Blanford, 1870
Cremnoconchus dwarakii Reid, Aravind & Madhyastha, 2013
Cremnoconchus globulus Reid, Aravind & Madhyastha, 2013
Cremnoconchus hanumani Reid, Aravind & Madhyastha, 2013
Cremnoconchus syhadrensis (W. T. Blanford, 1863)